# Pardoși
Pardoși è un comune della Romania di 515 abitanti, ubicato nel distretto di Buzău, nella regione storica della Muntenia.
Il comune è formato dall'unione di 5 villaggi: Chiperu, Costomiru, Pardoși, Valea lui Lalu, Valea Șchiopului.